# Sun Linlin
Sun Linlin (孙琳S, Sūn LinlinP; Dandong, 3 ottobre 1988) è una pattinatrice di short track cinese.
Ha vinto la medaglia d'oro olimpica nello short track alle Olimpiadi invernali 2010 tenutesi a Vancouver, in particolare nella specialità 3000 metri staffetta femminile.